# Cantone di Martigues
Il Cantone di Martigues è una divisione amministrativa dell'arrondissement di Istres.
È stato costituito a seguito della riforma approvata con decreto del 18 febbraio 2014, che ha avuto attuazione dopo le elezioni dipartimentali del 2015.

## Composizione
Comprende i 2 comuni di:
- Martigues
- Port-de-Bouc